# Franciszek Skaławski
Franciszek Skaławski z Rogaczewa herbu Nałęcz – kasztelan gnieźnieński w 1737 roku, chorąży poznański w latach 1720–1737, podczaszy poznański w latach 1697–1720.
Marszałek sejmiku przedsejmowego województw poznańskiego i kaliskiego w 1703 roku. Konsyliarz konfederacji średzkiej 1703 roku województw poznańskiego i kaliskiego. Poseł na sejm 1703 roku z województwa poznańskiego. Sędzia kapturowy w grodzie poznańskim w 1704 roku. 
Jako poseł na sejm konwokacyjny 1733 roku z województwa poznańskiego był członkiem konfederacji generalnej zawiązanej 27 kwietnia 1733 roku na tym sejmie. Jako deputat podpisał pacta conventa Stanisława Leszczyńskiego w 1733 roku.